# Aleksandr Czuprunow
Aleksandr Aleksandrowicz Czuprunow, ros. Александр Александрович Чупрунов (ur. w 1903 r., zm. ?) – emigracyjny działacz rosyjski, współpracownik polskiego wywiadu wojskowego, współpracownik niemieckiej Geheime Feldpolizei podczas II wojny światowej

## Życiorys
Na emigracji zamieszkał w Królestwie SHS. Po 1930 r. wstąpił do Narodowo-Ludowego Związku Nowego Pokolenia (NTSNP). Pod koniec lat 30. przybył do Polski, gdzie – pod fałszywym nazwiskiem Czeprunow – przeszedł szkolenie wywiadowcze zorganizowane przez Oddział II Sztabu Generalnego Wojska Polskiego. W sierpniu 1938 r. uczestniczył w nieudanej próbie nielegalnego przekroczenia granicy polsko-sowieckiej; po natknięciu się na patrol wojsk pogranicznych jego 2 towarzysze zginęli, a on był zmuszony powrócić na terytorium II Rzeczypospolitej. Pod koniec sierpnia 1939 r. ponownie przekraczał granicę z ZSRR, tym razem udanie. Z powodu upadku Polski po ataku wojsk niemieckich i sowieckich we wrześniu tego roku pozostał w Związku Sowieckim. Po ataku wojsk niemieckich na ZSRR 22 czerwca 1941 r., podjął współpracę z okupantami. Został współpracownikiem Tajnej Policji Polowej. W 1943 r. zachorował na gruźlicę, w związku z czym skierowano go na leczenie do szpitala w okupowanej Warszawie. Po pewnym czasie przeniesiono go do szpitala polowego przy Rosyjskiej Narodowej Armii Ludowej (RONA), z którą ewakuował się latem 1944 r. do Niemiec. Dalsze jego losy są nieznane.